# Куба на літніх Олімпійських іграх 1900
Куба дебютувала на літніх Олімпійських іграх 1900 і була представлена одним спортсменом у фехтуванні, який здобув дві медалі. Країна посіла 12-те місце в загальнокомандному медальному заліку.

## Медалісти

### Золото
|   |             |                    |
| № | Спортсмени  | Вид спорту         |
| 1 | Рамон Фонст | Фехтування (шпага) |

### Срібло
|   |             |                                              |
| № | Спортсмени  | Вид спорту                                   |
| 1 | Рамон Фонст | Фехтування (шпага серед любителів і маестро) |

## Результати змагань

### Фехтування
| Змагання                        | Спортсмен   | Перший раунд | Чвертьфінал | Півфінал | Фінал   | Фінал   | Фінал |
| Змагання                        | Спортсмен   | Місце        | Місце       | Місце    | Перемог | Поразок | Місце |
| ------------------------------- | ----------- | ------------ | ----------- | -------- | ------- | ------- | ----- |
| Шпага                           | Рамон Фонст | 1            | 3           | 3        | 4       | 2       | 1     |
| Шпага серед любителів і маестро | Рамон Фонст |              |             |          | 6       | 1       | 2     |

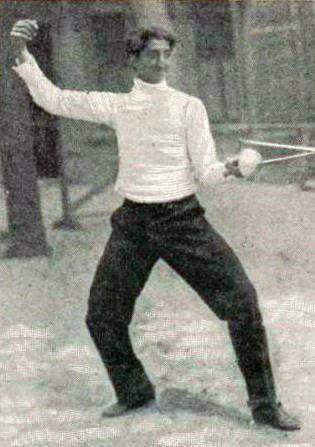
16-ти річний Олімпійський чемпіон — Рамон Фонст, 24 червня 1900